# Malínivka (Khàrkiv)
Malínivka (en ucraïnès Малинівка) és una vila de la província de Khàrkiv, Ucraïna. El 2021 tenia 7.500 habitants.